# مدیر نوآوری
مدیر نوآوری (به انگلیسی: creative director) شخصی است که تصمیمات سطح بالایی از جنبه نوآوری می‌گیرد و با این تصمیمات بر ایجاد مواردی مانند تبلیغات، محصولات، رویدادها یا لوگوها نظارت می‌کند. سمت‌های مدیر نوآوری اغلب در صنایع طراحی گرافیک، فیلم، موسیقی، صنعت بازی ویدئویی، مد، تبلیغات، رسانه گروهی یا صنایع سرگرمی یافت می‌شود، اما ممکن است در سایر سازمان‌ها مانند شرکت‌های توسعه وب و توسعه نرم‌افزار نیز مفید باشد. این فرصت شغلی مستلزم نظارت بر تمام جنبه‌های طراحی محصول است.
مدیر نوآوری نقش حیاتی در همه صنایع هنری و سرگرمی دارد و می‌تواند به عنوان عنصر اصلی در هر فرایند تولید محصول دیده شود. همچنین مدیر نوآوری ممکن است نقش یک کارگردان هنری، نویسنده متن، یا طراح اصلی را بر عهده بگیرد. مسئولیت‌های یک مدیر نوآوری شامل هدایت طراحی‌ها است. به عنوان مثال، این مسئولیت اغلب در صنایع مرتبط با تبلیغات دیده می‌شود. معمولا مدیر نوآوری به عنوان شخصی شناخته شده که گروهی از کارمندان با مهارت و با تجربه را راهنمایی می‌کند. برخی از نمونه کارهای یک مدیر نوآوری می‌تواند شامل طرح بصری، ایده پردازی و نوشتن متن باشند.